# Калашники (Козельщинский район)
Калашники (укр. Калашники) — село,
Пашковский сельский совет,
Козельщинский район,
Полтавская область,
Украина.
Код КОАТУУ — 5322084007. Население по переписи 2001 года составляло 87 человек.

## Географическое положение
Село Калашники находится на правом берегу реки Сухой Кобелячек,
выше по течению на расстоянии в 1 км расположено село Александрия (Кобелякский район),
ниже по течению на расстоянии в 2,5 км расположено село Кобелячек (Кременчугский район),
на противоположном берегу — село Комендантовка (Кобелякский район).
По селу протекает пересыхающий ручей с запрудой.

## История
Село указано на трехверстовке Полтавской области. Военно-топографическая карта.1869 года как хутор Калашников